# Scotforth (ort)
Scotforth är en ort i Storbritannien.   Den ligger i grevskapet Lancashire och riksdelen England, i den centrala delen av landet, 300 km nordväst om huvudstaden London. Scotforth ligger 72 meter över havet och antalet invånare är 321.
Terrängen runt Scotforth är platt västerut, men österut är den kuperad. Terrängen runt Scotforth sluttar västerut.Runt Scotforth är det tätbefolkat, med 319 invånare per kvadratkilometer. Närmaste större samhälle är Lancaster, 3,5 km norr om Scotforth. Trakten runt Scotforth består i huvudsak av gräsmarker.